# Дмитриев, Борис Алексеевич
Бори́с Алексе́евич Дми́триев 17 февраля 1923, Минск — 22 ноября 2002, Муромцево) — советский и российский ученый-лингвист, методист, педагог, поэт.

## Биография
Борис Алексеевич родился 17 февраля 1923 года в Минске. Детство его прошло в небольшом белорусском городке Борисове. В 1940 году, после учёбы в школе, которую он закончил с золотой медалью, уехал в Москву и поступил в Московский институт философии, литературы и истории им. Н. Г. Чернышевского (МИФЛИ). Окончил один курс.
С началом Великой Отечественной войны был призван в армию. В июле 1942 года, по окончания Ленинградского военного училища им. М. В. Фрунзе, в звании лейтенанта был отправлен на фронт. Воевал в должности командира отдельного минно-подрывного взвода. Летом 1943 года был тяжело ранен взрывом авиабомбы в боях на Курской дуге. Тяжёлая контузия, почти полная потеря зрения. Медицинская комиссия собиралась отправить его в тыл, но он вернулся в свою воинскую часть, на прежнюю должность. Продолжал воевать на Калининском, а затем на 2-м Прибалтийском фронтах. Награждён Орденом Отечественной войны 1-й степени, Орденом Красной Звезды, медалью «За отвагу» и 18-ю другими правительственными наградами. В Советской Армии служил до декабря 1949 года. Последнее воинское звание — капитан.
После демобилизация закончил филологический факультет Омского пединститута. Работал в средней школе. Затем был приглашён в институт на кафедру русского языка, где проработал с 1958 по 1983 год. Сначала ассистентом, затем старшим преподавателем, с 1971 года — доцентом, в институте вёл разные курсы по введению в языкознание и методике русского языка. В 1963 году он смонтировал контрольно-обучающую машину «ПТ ОМ», которая долгое время использовалась при программированном обучении студентов.
В 1983 году вышел на пенсию и уехал в п. Муромцево Омской области. В течение нескольких лет Борис Иванович вёл в Муромцевской средней школе (ныне лицей № 1) факультатив по русскому языку в старших классах, занимался работой по программированному обучению. По его инициативе в школе был создан лингафонный кабинет. В пользовании школьников была машина для контроля знаний и обучения «КИСИ-5», а также ЭВМ «Сибиряк» — электронный экзаменатор. Машины брали на себя часть устного экзамена, связанного с проверкой орфографических и пунктуационных ошибок.
В 1996 году Борис Иванович, вместе с режиссёром-постановщиком Владимиром Сауляком создаёт фильм «Вторжение в чёрный ящик». Фильм показывает, как обучая учащегося, можно проникнуть в его сознание и руководить мыслительной деятельностью.
Ушёл из жизни Борис Алексеевич 22 ноября 2002 года.

## Научная деятельность
Борис Алексеевич написал 41 научное пособие и ряд статей по педагогике опубликованных в московских, новосибирских журналах. Автор одной из методик программированного обучения.

## Основные работы
- Дмитриев Б. А. Материалы по синтаксису русского языка для занятий в классе программированного обучения в 7 ч. — 1970
- Дмитриев Б. А. Справочник по пунктуации — 1962
- Дмитриев Б. А. К типологической классификации так называемых «личных» предложений в современном русском языке : (Программир. пособие по курсу «Синтаксис соврем. рус. яз.» для студентов филол. фак.) — 1968
- Дмитриев Б. А. К изучению орфографии в средней школе : (Из опыта преподавания в сред. школе) — 1960